# Línea Mucuripe del Metro de Fortaleza
[actualizar]
La Línea Mucuripe: Parangaba ↔ Iate será una de las líneas del Metro de Fortaleza. En formato de VLT la línea unirá la zona portuaria de Fortaleza al aeropuerto y otras importantes áreas de la ciudad como Parangaba y Papicu. El proyecto prevé, de entre otras, la construcción de tres tipos de estación, siendo una elevada (Parangaba), la de Papicu (que hará la integración con la Línea Este del Metro y la terminal) y otro tipo de esquema para las otras seis estaciones: Montese, Aeropuerto, Rodoviária, São João do Tauape, Puentes Vieira, Antônio Sales, Mucuripe y Iate.
Serían construidos también dos pasos elevados con una longitud de 32,90 metros, un pasaje inferior pasando por la avenida Borges de Melo, además de pasarelas sobre la avenida Exprés y Pontes Vieira, como ejemplos.

## Estaciones
| Sigla | Estación           | Comentarios                                                        |
| ----- | ------------------ | ------------------------------------------------------------------ |
| ---   | Parangaba          | En obras, futura integración gratuita con la Línea Sur del Metro.  |
| ---   | Montese            | En construcción.                                                   |
| ---   | Aeropuerto         | En construcción.                                                   |
| ---   | Rodoviária         | En construcción.                                                   |
| ---   | São João do Tauape | En construcción.                                                   |
| ---   | Pontes Vieira      | En construcción.                                                   |
| ---   | Antônio Sales      | concluida.                                                         |
| ---   | Papicu             | En construcción, integración gratuita con la Línea Este del Metro. |
| ---   | Mucuripe           | En construcción.                                                   |
| ---   | Iate               | En construcción.                                                   |